# 凯莉·麦考密克
凯莉·麦考密克（英語：Kelly McCormick，1960年2月13日—），美国女子跳水运动员。她曾代表美国参加1984年和1988年夏季奥林匹克运动会跳水比赛，获得一枚银牌和一枚铜牌。